# 112 Unité d'urgence
112 Unité d'urgence (112 – Sie retten dein Leben) est une série télévisée allemande en 110 épisodes de 22 minutes diffusée entre le 25 août 2008 et le 5 février 2009 sur RTL Television.
En Belgique, la série est diffusée sur AB3. En France, elle est diffusée depuis le 18 avril 2011 sur RTL9 et dès le 17 juin 2013 sur Numéro 23. Néanmoins, elle reste inédite dans les autres pays francophones.

## Synopsis
La série suit une unité d'urgence en Allemagne composée de pompiers, policier et des services d'urgence. Ils répondent tous au numéro du 112. Chaque jour, ils sauvent des vies même si parfois des tragédies arrivent...

## Fiche technique
- Titre original : 112 – Sie retten dein Leben
- Titre français : 112 Unité d'urgence
- Réalisation : Nico Zavelberg (12 épisodes), Denis Delic (10 épisodes), Clemens Löhr (5 épisodes), Philipp Osthus (5 épisodes)
- Scénario : Sabine Leipert, Julia Neumann
- Décors : Dennis Duis (29 épisodes), Isis Flatz (29 épisodes)
- Costumes : Joachim Kuhlmann (29 épisodes)
- Photographie : Sascha Ersfeld (9 épisodes), David Hofmann (8 épisodes), Chris Hilden (6 épisodes), Peter Erlemann (5 épisodes), Axel Fischer (5 épisodes)
- Montage : Babette Rosenbaum (21 épisodes), Christian Krämer (11 épisodes)
- Casting : Ralf Schmitz
- Musique : Samir Kadribasic
- Production : Hermann Joha
- Sociétés de production : Action Concept
- Pays d'origine :  Allemagne
- Langue originale : allemand
- Genre : Soap opera, policière et médicale
- Nombre de saisons : 3
- Nombre d'épisodes : 110
- Durée : 22 minutes
- Dates de première diffusion :
  - Allemagne : 25 août 2008 sur RTL
  - France : 18 avril 2011 sur RTL9

## Distribution
| Acteur                     | Rôle                       | Episodes | Activité                                                           |
| Petra Gumpold (de)         | Hanna Gahrmann             | 1–3      | Dispatcheur                                                        |
| Barbara Theween            | Hanna Gahrmann             | 4-110    | Dispatcheur                                                        |
| Björn Kirschniok (de)      | Heiko Ehrich               | 1–110    | Policier                                                           |
| Mats Reinhardt (de)        | Peter Wells                | 1–110    | Pilote d'hélicoptère                                               |
| Simona Brokmann (de)       | Rita Brandt                | 1–110    | Dispatcheur, Aveugle                                               |
| Philip Köstring (de)       | Dimitri Papapostoulou      | 1–110    | Paramédicale, Brigade du rang des pompiers                         |
| Mariam Kurth (de)          | Nicole Held                | 1–110    | Policier                                                           |
| Joachim Raaf (de)          | Martin Carstens            | 1–110    | Chef D'unité, Commissaire de Police                                |
| Martina Maria Reichert     | Doreen Melzer              | 1–110    | Policier                                                           |
| Matthias Rödder (de)       | Kadir Karabulut            | 1–110    | Brigade du rang des pompiers                                       |
| Dominic Saleh-Zaki (de)    | Florian Carstens           | 1–110    | Policier, fils du Commissaire                                      |
| Sandra Maria Schlegel (de) | Dr Kristin Driesen         | 1–110    | Responsable gestion et représentant du ministère                   |
| Gernot Schmidt (de)        | Ingo Bender                | 1–110    | Inspecteur, Responsable tactiques et organisation, chef temporaire |
| Joséphine Thiel            | Stefanie « Steffi » Felten | 1–110    | Paramédicale                                                       |
| Wiebke Zielke (de)         | Jennifer « Jenny » Sauer   | 1–110    | Secrétaire                                                         |
| Max Alberti (de)           | Dr Tom Wagner              | 4–110    | Ambulancier                                                        |
| Christopher Kohn (de)      | Kevin Vogel                | 5–110    | Service communautaire                                              |
| Tanja Lanäus (de)          | Dr Judith Voss             | 5–110    | Médecin                                                            |
| Luisa Wietzorek (de)       | Anna Rösler                | 21–110   | Service volontaire dans la brigade des pompiers                    |
| Frank Behnke (de)          | Nils Sellmann              | 84–110   | Chef d'unité                                                       |
| Vanida Karun (de)          | Franka Tiefenthal          | 84–110   | Secrétaire                                                         |
| Ellen Grell                | Antonia « Toni » Baumann   | 94–109   | Brigade du rang des pompiers                                       |
| Dennis Scholz              | Mirko Wittern              | 94–109   | Brigade du rang des pompiers                                       |

## Épisodes
1. Le Fils du chef (Die erste Folge)
2. L'Incendie (Gertrud Pleisgen gerät in Gefahr)
3. Violences conjugales (Gefährlicher Ehestreit)
4. Panne d'ascenseur (Steffi und Martin)
5. Un cœur à sauver (Ein Pilot leidet unter starken Kopfschmerzen)
6. Panique dans les escaliers (Judith und Steffi retten einen Studenten)
7. Le Pressentiment (Doreen erkennt einen Entführer)
8. Une sage-femme improbable (Dramatische Rettung)
9. Le Saut de l'ange (Ein Selbstmörder hält das Rettungsteam in Atem)
10. La Fugue (Ein LKW gerät auf die Gegenfahrbahn)
11. Le Grand Bassin (Unglück im Schwimmbad)
12. La Dispute (Kadirs waghalsiger Einsatz)
13. Jeux dangereux (Übermütige Teenager)
14. Preuve d'amour (Sturz in den Kaminschacht)
15. La Rumeur (Florian und Kadir streiten)
16. Le Blâme (Kadir will sich an Florian rächen)
17. Vertige de l'amour (Kadir fühlt sich von Martin ungerecht behandelt)
18. Erreur de jugement (Eine Friteuse fängt Feuer und setzt alles in Brand)
19. Mensonge (Der Streit zwischen Florian und Kadir eskaliert)
20. La Décision (Chlorgasunfall in einem Schwimmbad)
21. L'amour donne des ailes (Kristin Driesen erfährt dass sie Krebs hat)
22. Adultère à risque (Ein betrogener Ehemann bedroht das Team)
23. La Morsure de serpent (Martin und Driesen schlafen miteinander)
24. La Fête du service (Eine Staubexplosiom droht)
25. Livraison express (Steffi und Flo nähern sich an)
26. Le Discrédit (Ein Video taucht im Internet auf)
27. Antigel (Florians Prügelvideo ist bekannt geworden)
28. La Dream Team en danger (Ein Sänger droht im Tourbus zu ersticken)
29. L'Enquête (Florian bangt um seinen Job)
30. Troubles de voisinage (Rettung vor dem Peiniger)
31. Effets secondaires (Das Duell)
32. La Rédemption de Driesen (Well droht abzustürzen)
33. Amour et antivol (Das Spiel mit Feuer)
34. La Nouvelle (Flo überrumpelt Steffi mit einem Kuss)
35. Tous pour Rita (Eine unerwiderte Liebe)
36. Le Retour de Rita (Der Selbstmord)
37. La Soirée ratée (Ein gefährlicher Schülerspaß)
38. Manger ou sourire (Nicole zeigt eine ungewohnte Durchsetzungskraft)
39. N'oubliez pas les bougies (Heikos Romantik wird gefährlich)
40. L'Aveu (Die Geiselnahme)
41. Père ou fils (Ein tiefer Fall)
42. Un rendez-vous chaud (Ärzte für Südafrika)
43. Collisions en chaîne (Ein Unglück jagt das nächste)
44. Heiko, superstar (Heiko der Held)
45. La Flamme intérieure (Gefühlschaos bei Steffi)
46. Le Voyage de rêve (Doreens Zusammenbruch)
47. Boire ou conduire (Turbulente Taxifahrt)
48. Le Psychopathe (Gefährliches Blind-Date)
49. Les Tricheuses (Einbruch in die Schule)
50. Ami ami (Florian gerät in Lebensgefahr)
51. La Révélation (Stromschlag)
52. État de choc (Sturz in die Tiefe)
53. Douloureuse Cohabitation (Ein Unglück kommt selten allein)
54. Le Choix de Steffi (Schönheit hat ihren Preis)
55. La Révélation (Flo und Steffi werden in flagranti erwischt)
56. Règlements de compte (Mit dem Skateboard auf die Autobahn)
57. Quiproquo (Eingeklemmt im Bettkasten)
58. Jalousie compulsive (Vom Blitz getroffen)
59. La Crise de jalousie de trop (Rauchen kann tödlich sein)
60. Vie privée et Vie professionnelle (Martin und Driesen landen im Bett)
61. Un mariage pas comme les autres (Eine feurige Hochzeit)
62. Kevin, le sauveur (Massenkarambolage)
63. L'Emprise du père (Ein Gleitschirmflieger wird angeschossen)
64. Le Crédit (Judith und Martin küssen sich)
65. Trahison (Judith im Gefühlschaos)
66. Ma meilleure ennemie (Stürmische Braut)
67. Jalousie (Gefährliches Liebesspiel)
68. Trop de pression (Versicherungsbetrug)
69. Un nouveau pompier ? (Gefangen in einer Baugrube)
70. Grossesse et Cornichons (Ein Feuerschlucker mit Husten)
71. Vertige de l'amour (Martin erfährt von seiner Vaterschaft)
72. Retour d'Afrique (Nicole überrascht Kadir mit einem Kuss)
73. Illusions perdues (Eine defekte Tauchausrüstung)
74. Conduite dangereuse (Florian küsst Jenny)
75. Indiscrétions (Spinnenbiss)
76. Révélations (Sprung in die Tiefe)
77. Dernière Chance (Außer Kontrolle)
78. Des débuts difficiles (Ein LKW hängt über einem Abgrund)
79. Retour au bercail (Benzinspur)
80. Tous pour un (Martin fällt ins Koma)
81. Premier vol (Not-Kaiserschnitt)
82. Sixième Sens (Unentdecktes Opfer)
83. Passagers clandestins (Unter Strom)
84. Un nouveau chef (Der neue Chef)
85. Lien de subordination (Umweltaktivisten)
86. Garder espoir (Sekundenschlaf)
87. Le Testament de vie (Ein Junge in der Klemme)
88. Le Choix (Mutprobe an der Autobahn)
89. Seconde chance (Ein betrogener Ehemann)
90. Chantage (Sport ist Mord)
91. Dernier Espoir (Grillen im Wohnwagen)
92. Une chanson pour la vie (Putzfrau in Gefahr)
93. Tant qu'il y a de la vie (Stress mit dem Ex)
94. Le Tour d'hélicoptère (Feurige Feuerzangenbowle)
95. La Jalousie de Mirko (Sturz vom Baum)
96. Journée shopping (Gefährliche Schlägerei)
97. L'Accident (Die schwangere Driesen hat einen Autounfall)
98. Congés à durée indéterminée (Stromschlag)
99. Le Dilemme de Jenny (Gas-Schnüffler)
100. Bender, justicier (Ein gefährlicher Kindergeburtstag)
101. Base en danger (Unbestandenes Abitur)
102. La Confidence (Verschüttet)
103. Apprenti espion (Gefangen unter der Sonnenbank)
104. La Promotion (Ein gefährliches Casting)
105. L'Accident d'hélicoptère (Helicopterabsturz)
106. Madame Sellmann (Schießerei)
107. Double Jeu (Ein Kind stürzt in einen Brunnenschacht)
108. Le Piège (Prostituiertenmord)
109. L'Arroseur arrosé (Sturz vom Dach)
110. Un bon jour (Angst vor dem eigenen Vater)